# Associazione Calcio Firenze Fiorentina
Associazione Calcio Firenze Fiorentina (antigamente Associazione Calcio Firenze em 1926 ano da fundação, e depois Associazione Calcio Fiorentina em 1927 e Florentia Viola desde 2002), mais conhecida como Fiorentina, é o principal clube de futebol da cidade italiana de Florença, região da Toscana.
Foi fundada a 29 de agosto de 1926 pelo marquês Luigi Ridolfi e joga tradicionalmente com o equipamento violeta, motivo pelo qual é conhecida por La Viola.
Disputa os seus jogos no Estádio Artemio Franchi, para mais de 47 000 torcedores.
No seu palmarés conta com uma Taça das Taças, na época o segundo campeonato da UEFA em importância, conquistado em 1960-61, dois troféus do Campeonato Italiano (1955-56 e 1968-69), seis da Copa da Itália (1939-1940, 1960-1961, 1965-1966, 1974-1975, 1995-1996, 2000-2001) e um da Supercopa Italiana (1996).
Clube de tradição, a Fiorentina foi o primeiro clube italiano a atingir a final da máxima competição continental, a Taça dos Campeões Europeus (atual Liga dos Campeões); na época 1956-57 e foi igualmente o primeiro clube italiano a vencer uma competição da UEFA, três anos depois, a Taça das Taças, ao vencer na final o Glasgow Rangers.

## A cor violeta e o lírio florentino
A Fiorentina usa um uniforme violeta, muitas vezes associado equivocadamente à cidade de Florença, que tem o branco e o vermelho em seu símbolo. Inicialmente, a equipe usou um uniforme branco e vermelho no início de sua história, como símbolo da fusão entre o Florence Sports Clube e Ginásio de Ginástica Fiorentina Libertas. Essas cores foram utilizadas até 22 de setembro de 1929, quando, em amistoso disputado contra a Roma, a Fiorentina vestiu pela primeira vez a camisa roxa com o lírio vermelho no peito. Segundo a tradição, isso seria resultado da lavagem incorreta das camisas vermelho-brancas em um rio; mas, na verdade, foi escolhido diretamente por Luigi Ridolfi, após um amistoso em 1928 com o Újpesti TE.[carece de fontes?]
Entre os anos de 1930 e 1970, o traje não sofreu grandes alterações: a cor básica da camisa, feita à mão e geralmente de lã, foi sempre violeta, enquanto os shorts eram pretos ou, mais comumente, brancos. Em 2007, o conjunto violeta ficou em 19º lugar na lista das 50 camisas mais bonitas da história do futebol, elaborada pelo jornal britânico The Times.
Desde a sua introdução em 1947, a Fiorentina usa a camisa branca nos jogos fora de casa. No entanto, nos primeiros anos de sua história, quando o uniforme era vermelho e branco, utilizava um uniforme com listras verticais dessas mesmas cores, com calção e meiões pretos. Desde a década de 1950, em partidas em que o roxo e o branco combinavam com as camisas adversárias, a Fiorentina ocasionalmente ostentava uniformes alternativos vermelhos, amarelos ou verdesm mas foi só em 1996 que uma terceira camisa vemelha foi lançada oficialment pela primeira vez.
O uniforme violeta característico une-se ao brazão símbolo da cidade de Florença, o lírio florentino vermelho, derivado do brasão heráldico de Ugo da Toscana. Se nos primeiros tempos o brasão municipal era utilizado diretamente, ao longo do tempo este sofreu diversas modificações. Do tradicional escudo passo a ser estilizado sobre um branco romboidal, desenhado diretamente pelo Marquês Ridolfi, ou sobre o "lírio alabarda" da gestão Pontello nos anos 1980. Em 1991, a propriedade Cecchi Gori adotou um novo brasão, inserindo um lírio florentino vermelho sobre um fundo branco dentro de um losango com bordas douradas. As iniciais do clube foram escritas em branco e vermelho sobre um fundo roxo, inseridas entre dois filetes dourados que partem dos cantos opostos do losango para se juntarem abaixo do canto inferior. Este logotipo foi usado quase de modo contínuo, da era Cecchi Gori dos anos 1990 à era Della Valle nos anos 2000, com a única exceção da temporada 2002-2003, vivida sob o nome de Florentia Viola no momento de refundação do clube. Em 2022, quando o ítalo-americano Rocco Comisso adquiriu o clube, Commisso apresenta a última remodelação do brasão da empresa, ao trazer de volta o estilo rombóide que combina o histórico lírio vermelho com um grande "V" na cor violeta.

## O Hino da Fiorentina
O hino da Fiorentina, intitulado Canzone viola, mas também conhecido como O Fiorentina, foi escrito em 1930 por Marcello Manni e musicado por Marco Vinicio. Os primeiros torcedores do time toscano, reunidos na "ordem de Marzocco", imprimiram um flyer com a letra dessa música, distribuindo-o ao público no estádio da via Bellini, para que todos os torcedores a cantassem e assim fazendo é o hino da Fiorentina. Até hoje, é a versão adotada pelos tifosi viola.

Canzone Viola (1° edizione):
"Garrisca al vento il labaro viola
sui campi della sfida e del valore
una speranza viva ci consola
abbiamo undici atleti e un solo cuore
O Fiorentina,
di ogni squadra ti vogliam regina!
O Fiorentina,
combatti ovunque ardita e con valor!
Nell’ora di sconforto e di vittoria,
ricorda che del calcio hai tu la storia!
C’infiamma chiusa in cuore una passione
Di forza, di coraggio e d’ardimento.
Non conosciam tristezze e delusione
E sempre pronti siamo a ogni cimento…
O Fiorentina,
di ogni squadra ti vogliam regina!
O Fiorentina,
combatti ovunque ardita e con valor!
Nell’ora di sconforto e di vittoria,
ricorda che del calcio hai tu la storia!
Maglia viola lotta con vigore,
per esser di Firenze e vanto e gloria
Sul tuo vessillo scrivi: forza e cuore,
e nostra sarà sempre la vittoria!
O Fiorentina,
di ogni squadra ti vogliam regina!
O Fiorentina,
combatti ovunque ardita e con valor!
Nell’ora di sconforto e di vittoria,
ricorda che del calcio hai tu la storia!"

## Torcida viola:gemellagioe rivalidade
A torcida da Fiorentina sempre foi numerosa, representando a região da Toscana. Historicamente, há pequenos redutos de torcedores violeta em algumas regiões ao norte e centro da Itália. Outrora o clube já teve a quarta maior torcida italiana. Mas, com a ausência de títulos e a falência no início dos anos 2000, a torcida configura no ano de 2023 o sétimo posto entre os tifosi na Velha Bota. É o que revela uma pesquisa denominada "Sponsor Value", realizada pela StageUp em parceria com a Ipsos, dois institutos de pesquisa do país. A pesquisa teve contou com uma amostra de 1.800 pessoas representativas da população italiana para os clubes que disputaram a Serie A italiana na temporada 2022/2023.
|    | Clubes da Serie A 2022/2023 | Quantidade de torcedores |
| -- | --------------------------- | ------------------------ |
| 1  | Juventus                    | 7.897.000                |
| 2  | Inter                       | 4.017.500                |
| 3  | Milan                       | 3.943.000                |
| 4  | Napoli                      | 3.010.000                |
| 5  | Roma                        | 1.804.000                |
| 6  | Lazio                       | 684.000                  |
| 7  | Fiorentina                  | 639.000                  |
| 8  | Torino                      | 452.000                  |
| 9  | Atalanta                    | 327.000                  |
| 10 | Lecce                       | 228.000                  |
| 11 | Bologna                     | 264.000                  |
| 12 | Udinese                     | 202.000                  |
| 13 | Sampdoria                   | 198.000                  |
| 14 | Hellas Verona               | 195.000                  |
| 15 | Salernitana                 | 186.000                  |
| 16 | Monza                       | 145.000                  |
| 17 | Sassuolo                    | 68.000                   |
| 18 | Empoli                      | 58.000                   |
| 19 | Spezia                      | 54.000                   |
| 20 | Cremonese                   | 48.000                   |

O gemellaggio é uma aliança entre equipes e torcidas: o termo significa geminação, em português, e vem de gemelli, gêmeos. Os torcedores da Fiorentina estão historicamente geminados com o Hellas Verona desde 1978; com o Catanzaro, a partir da final da Copa da Itália 1965-1966 e crescendo no início da década de 1980; e, por fim, com o Torino, devido ao sentimento comum anti-juventino, proximidade do clube Viola que aumentou ainda mais com a sociedade grená após a tragédia de Superga. Os torcedores da Fiorentina também são amigos do Modena, devido à aversão comum ao Bolonha na região da Emilio romagna, e da Colligiana, especialmente pela perspectiva anti-sienesa. Na Europa, a Fiorentina tem relação amistosa com a torcida do Sporting CP, proveniente das boas relações do clube violeta com os adeptos branco-verdes, e com o Újpest FC, uma amizade favorecida pela cor social partilhada. Na Inglaterra, a parceria acontece com o Sheffield Wednesday.
A rivalidade mais acirrada dos torcedores da Viola se dá contra a torcida da Juventus, richa originada desde a década de 1950. Do lado florentino, o ódio se agravou ao longo das décadas, por meio de diversos episódios, sendo o mais acalorado na disputa do título da temporada 1981-1982, o comportamento condenável de alguns adeptos da Viola que, a partir de 1985, zombaram das vítimas do Heysel, o conflito na final da Taça UEFA 1989- 1990 e, no verão seguinte, a disputada passagem de Roberto Baggio de Florença para Turim.
Devido a proximidade geográfica de Florença com outras cidades toscanas e emilianas, destaca-se principalmente o derby dell'Appennino, disputado entre Fiorentina e Bolonha, por serem equipes com maior torcida e conquistas esportivas importantes. Há também o derby dell'Arno entre Fiorentina e Empoli, e, ainda, o derby guelph-ghibelline entre Fiorentina e Siena. Mesmo com as outras equipes toscanas, como Prato, Lucchese e Pisa, existe uma rivalidade acalorada.
Os torcedores da Viola também são rivais da Roma, resultado de uma geminação na década de 1970 que terminou mal; e da Lazio, pela antiga geminação dos torcedores florentinos com os torcedores da Roma; da Salernitana, devido à eliminação da Fiorentina da Taça UEFA 1998-1999 após jogo disputado em Salerno; com Napoli, Varese, Chievo e Pescara, pela hostilidade destes torcedores para com os ultras de Verona; e com o Genoa, já que a torcida da Fiorentina se uniu à Sampdoria (amizade que durou até 1989-90). Existem também fortes atritos com Inter, Atalanta, Milan, Palermo, Reggina, Perugia e Ascoli, e relações pouco generosas com Cagliari, Veneza, Vicenza, Cosenza, Cesena, Ternana, Parma, Udinese, Pádua e Avellino.

## Estádio
O Estádio Artemio Franchi é propriedade da Câmara Municipal de Florença e foi inaugurado a 13 de setembro de 1931.
Projectado pelo arquitecto Pier Luigi Nervi em 1929, foi construída em duas fases pelas empresas de construção Nervi & Nebbiosi e Nervi & Bartoli.
Apesar de ser um estádio municipal, recebe os jogos com mando da Fiorentina.
Aquando da sua fundação o estádio foi nomeado "Stadio Giovanni Berta" em memória ao governador fascista morto recentemente por revolucionários comunistas na Ligúria. Com o fim da Segunda Guerra Mundial o estádio foi novamente nomeado, desta vez como simplesmente "Stadio Comunale" (Estádio Municipal).
Em 1991 a Câmara de Florença, juntamente com a direcção da Fiorentina, resolveram atribuir o nome do estádio ao ex-presidente da Federação Italiana de Futebol (FIGC) e ex-dirigente da Fiorentina, Artemio Franchi.
O Estádio veio resolver um problema antigo da cidade, que nessa altura já precisava de um complexo polidesportivo.
Dadas as circunstâncias, pediu-se ao Colégio Toscano de Arquitectos e Engenheiros que efectuasse um projeto para a construção do novo estádio de Florença.
O projeto inicial do Colégio propunha a construção do estádio para a zona de Cascine, zona de um grande parque da cidade e onde já existiam instalações desportivas, mas diversos contratempos, mais propriamente os levantados por Giovanni Berta, que queria o estádio na zona de Cure, impediram que a obra se realizasse.
Florença precisava de um novo estádio e nesse impasse surgiu a hipótese de a Câmara comprar alguns terrenos ao Ministério da Guerra, que tinham uma área maior e possibilitavam um estádio de maiores dimensões, e ao mesmo tempo eram próximos da linha de comboio, principal via de comunicação de Florença com o resto de Itália.
Ficou assim decidido que o novo estádio de Florença iria ser construído na zona do Campo di Marte, nos antigos terrenos do Ministério da Guerra.
Como o local permitia um estádio de maior dimensão, procedeu-se à alteração do projeto inicial. O novo projecto idealizado pelo arquitecto Pier Luigi Nervi fez com que a pista de atletismo já homologada pelas normas da Federação Italiana de Atletismo e o projeto da tribuna, também já aprovado, fossem aumentados para 110 metros de comprimento.
O projeto da Porta Principal ficou ao cargo do engenheiro Alessandro Giuntoli e outros membros do colégio Toscano, como os engenheiros Pelleschi e De Reggi, ficaram responsáveis pela disposição geral do terreno de jogo, dos sistemas internos, da implementação das fundações e da estrutura do estádio.
Finalizadas as obras o estádio ficou com capacidade para 36 000 lugares e custou 9 000 000 liras.
Para celebrar a sua inauguração, a 13 de setembro de 1931, efectuou-se uma partida amigável com o Admira Wacker de Viena que a Fiorentina venceu 1 a 0 com um golo de Petrone. As crónicas da época relatam que a bola de jogo chegou num avião comandado pelo piloto acrobático fiorentino Vasco Magrini, que sobrevoou o estádio antes do início da partida.
Com a Copa do Mundo de 1990 na Itália, o estádio foi objeto de profundas remodelações, tendo em vista a racionalização dos serviços gerais, dos acessos e da segurança assim como o aumento da capacidade do estádio.
Os trabalhos efetuados restauraram completamente a estrutura em betão armado e eliminaram as infiltrações naturais dos quarenta anos do estádio, para que estivesse próximo do estado original e em perfeitas condições de receber os jogos da Copa do Mundo.
De modo a aumentar a sua capacidade, foi destruída a pista de atletismo e baixou-se 2 metros ao nível do terreno de jogo.
No fim das obras o estádio ficou com capacidade para cerca de 49 000 lugares.
Na área circundante do estádio foram acrescentadas ao complexo um conjunto de piscinas entre outras facilidades.

## Centro de Treinamento Viola Park
No dia 11 de outubro de 2023, o clube inaugurou o Viola Park, um moderno Centro de Treinamento, o maior do futebol italiano e um dos mais modernos da Europa. O projeto foi concebido pelo conceituado arquiteto italiano Marco Casamonti, obra que custou €110 milhões, investimento massivo do proprietário Rocco Commisso.
O Viola Park tem uma área de 250 mil metros quadrados, com dez campos à disposição dos violetas, além de dois mini-estádios, que serão usados pelos times de base e também pelas equipes femininas. O Estádio Curva Fiesole possui capacidade para 3 mil torcedores e atende à Categoria 2 dentro das exigências da Uefa. E também há o Estádio Davide Astori, em homenagem ao falecido capitão, com mais 1,5 mil lugares. Além dos espaços para treinamentos, toda a estrutura do clube funcionará no novo CT. A administração dos violetas terá sua sede no local, bem como a concentração dos atletas ocorrerá por lá. O Viola Park conta com 54 dormitórios à disposição dos futebolistas, com instalações de primeira linha dedicadas ao trabalho de preparação física e de recuperação dos atletas. No centro de treinamentos funciona o estúdio do canal oficial do clube e há até uma capela. Para os torcedores, o local é aberto através de museu, loja oficial, bares e restaurantes. Mais de 800 funcionários trabalham no Viola Park.

## Patrocinadores
Cronologia dos patrocínios máster do clube:
- 1926-1978: non presente
- 1978-1981: adidas
- 1981-1983: J.D. Farrow's
- 1983-1988: Ennerre
- 1988-1991: ABM
- 1991-1993: Lotto
- 1993-1995: Uhlsport
- 1995-1997: Reebok
- 1997-2000: Fila
- 2000-2001: Diadora
- 2001-2002: Mizuno
- 2002-2003: Mizuno poi Garman poi Puma (ufficiale)
- 2003-2005: adidas
- 2005-2012: Lotto
- 2012-2015: Joma
- 2015-2020: Le Coq Sportif
- 2020-2026: Kappa

## Organograma Corporativo
- Rocco Comissário - Presidente
- Mark E. Stephan - Diretor Executivo
- Joseph B. Commisso - Diretor
- Gian Marco Pachetti - Diretor de finanças e controle
- Elena Covelli - Diretora de Assuntos Jurídicos
- Alessandro Ferrari - Diretor de comunicação e relações externas
- Daniele Pradè - Diretora de Esportes
- Roberto Goretti - Diretor Técnico

## Elenco atual
Última atualização: 31 de julho de 2025.

## Principais títulos
| CONTINENTAIS | CONTINENTAIS                  | CONTINENTAIS | CONTINENTAIS                                          |
|              | Competição                    | Títulos      | Temporadas                                            |
| ------------ | ----------------------------- | ------------ | ----------------------------------------------------- |
|              | Recopa Europeia da UEFA       | 1            | 1960-61                                               |
|              | Copa Mitropa                  | 1            | 1966                                                  |
| NACIONAIS    |                               |              |                                                       |
|              | Competição                    | Títulos      | Temporadas                                            |
|              | Campeonato Italiano           | 2            | 1955-56 e 1968-69                                     |
|              | Copa da Itália                | 6            | 1939-40, 1960-61, 1965-66, 1974-75, 1995-96 e 2000-01 |
|              | Supercopa da Itália           | 1            | 1996                                                  |
|              | Campeonato Italiano - Série B | 3            | 1930-31, 1938-39 e 1993-94                            |

## Participações em competições europeias
- Presenças na Taça dos Campeões Europeus / UEFA Champions League: 5
- Presenças na Taça das Cidades com Feiras /  Taça UEFA / UEFA Europa League: 18
- Presenças na Taça das Taças: 5
- Presenças na Mitropa Cup: 9
- Presenças na Liga Conferência Europa da UEFA: 2

## Treinadores
| - 1926-28 Károly Capskay - 1928-30 Károly Capskay e Gyula Feldmann - 1930-31 Gyula Feldmann - 1931-32 Hermann Felsner - 1932-33 Hermann Felsner e William Rady - 1933-34 William Rady e Ferenc Ging - 1934-37 Guido Ara - 1937-38 Ottavio Baccani e Ferenc Molnar - 1938-39 Rudolf Soutscheck - 1940-43 Giuseppe Galluzzi - 1945-46 Giuseppe Bigogno - 1946-47 Guido Ara, Renzo Magli e Imre Senekey - 1947-51 Luigi Ferrero - 1951-52 Luigi Ferrero e Renzo Magli - 1952-53 Renzo Magli e Fulvio Bernardini - 1953-58 Fulvio Bernardini - 1958-59 Lajos Czeizler e Luis Carniglia - 1959-60 Luis Carniglia - 1960-61 Guiseppe Chiappella e Nándor Hidegkuti - 1961-62 Ferrucio Valcareggi - 1962-63 Ferrucio Valcareggi e Guiseppe Chiappella - 1963-67 Guiseppe Chiappella - 1967-68 Guiseppe Chiappella, Luigi Ferrero e Andrea Bassi - 1968-70 Bruno Pesaola - 1970-71 Bruno Pesaola e Oronzo Pugliese - 1971-73 Nils Liedholm - 1973-74 Luigi Radice - 1974-75 Nereo Rocco - 1975-78 Carlo Mazzone - 1978-81 Paolo Carosi - 1981-85 Giancarlo De Sisti - 1985-86 Aldo Agroppi - 1986-87 Eugenio Bersellini - 1987-89 Sven-Göran Eriksson - 1989-90 Bruno Giorgi - 1990-92 Sebastião Lazaroni - 1992-93 Luigi Radice, Aldo Agroppi, Luciano Chiarugi - 1993-97 Claudio Ranieri - 1997-98 Alberto Malesani - 1998-00 Giovanni Trapattoni - 2000-01 Fatih Terim e Roberto Mancini - 2001-02 Roberto Mancini, Ottavio Bianchi e Luciano Chiarugi - 2002-03 Pietro Vierchowod e Alberto Cavasin - 2003-04 Alberto Cavasin e Emiliano Mondonico - 2004-05 Emiliano Mondonico, Sergio Buso e Dino Zoff - 2005-10 Cesare Prandelli - 2010-11 Sinisa Mihajlovic - 2011-12 Delio Rossi - 2012-15 Vincenzo Montella - 2015-17 Paulo Sousa - 2017-19 Stefano Pioli - 2019-20 Vincenzo Montella e Giuseppe Iachini - 2020-21 Giuseppe Iachini e Cesare Prandelli - 2021-24 Vincenzo Italiano - 2024 Raffaele Palladino |

## Jogadores notáveis
| - 1950-57 Francesco Rosetta - 1957-59 Sergio Cervato - 1959-60 Giuseppe Chiappella - 1957-64 Chinesinho - 1960-61 Miguel Montuori - 1961-63 Giuliano Sarti - 1963-65 Enzo Robotti - 1965-67 Kurt Hamrin - 1967-71 Amarildo - 1967-74 Giancarlo De Sisti - 1974-76 Claudio Merlo - 1984-85 Sócrates - 1976-87 Giancarlo Antognoni - 1987-90 Sergio Battistini - 1990-92 Dunga - 1992-93 Stefano Carobbi - 1993-94 Stefan Effenberg - 1994-95 Francesco Baiano - 1995-00 Gabriel Batistuta - 1994-01 Rui Costa - 2001-04 Angelo Di Livio - 2004-05 Luca Ariatti - 2005-10 Dario Dainelli - 2010-11 Riccardo Montolivo - 2011-12 Ale Gamberini - 2012-15 Manuel Pasqual - 2015 Gonzalo Rodríguez - 2015-18 Davide Astori - 2018-20 Milan Badelj - 2020-24 Cristiano Biraghi |

| - Mario Pizziolo (Itália 1934) - Amarildo (Chile 1962) - Giancarlo Antognoni (Espanha 1982) - Giovanni Galli (Espanha 1982) - Francesco Graziani (Espanha 1982) - Daniele Massaro (Espanha 1982) - Pietro Vierchowod (Espanha 1982) - Daniel Passarella (México 1986) - Dunga (EUA 1994) - Luca Toni (Alemanha 2006) |

| - Giancarlo De Sisti (Itália 1968) - Zisis Vryzas (Portugal 2004) |

| - Mario Piccini (Berlim 1936) - Sergio Negro (Berlim 1936) |

| - Luca Toni (31 gols) |

### Números aposentados
13  – Davide Astori, zagueiro (2015–2018)

## Jogadores com mais partidas
| #  | País      | Nome                   | Período   | Jogos |
| -- | --------- | ---------------------- | --------- | ----- |
| 1  | Itália    | Manuel Pasqual         | 2005–2016 | 356   |
| 2  | Itália    | Giancarlo Antognoni    | 1972–1987 | 341   |
| 3  | Itália    | Sergio Cervato         | 1948–1959 | 316   |
| 4  | Itália    | Giuseppe Chiappella    | 1939–1949 | 305   |
| 5  | Suécia    | Kurt Hamrin            | 1958–1967 | 289   |
| 6  | Portugal  | Rui Manuel César Costa | 1994–2001 | 276   |
| 7  | Argentina | Gabriel Batistuta      | 1991–2000 | 269   |
| 8  | Itália    | Francesco Toldo        | 1993–2001 | 266   |
| 9  | Itália    | Giovanni Galli         | 1977–1986 | 259   |
| 10 | Itália    | Riccardo Montolivo     | 2005–2012 | 260   |

### Maiores artilheiros
| #  | País      | Nome                | Período          | Goals |
| -- | --------- | ------------------- | ---------------- | ----- |
| 1  | Argentina | Gabriel Batistuta   | 1991–2000        | 206   |
| 2  | Itália    | Roberto Baggio      | 1985-1990        | 185   |
| 3  | Argentina | Miguel Montuori     | 1956–1961        | 72    |
| 4  | Itália    | Alberto Galassi     | 1947–1952        | 63    |
| 5  | Itália    | Giancarlo Antognoni | 1972–1987        | 61    |
| 6  | Itália    | Christian Riganò    | 2002–2005        | 57    |
| 7  | Itália    | Giuseppe Virgili    | 1954–1958        | 55    |
| 8  | Romênia   | Adrian Mutu         | 2006–2011        | 54    |
| 9  | Itália    | Luca Toni           | 2005–07, 2012–13 | 54    |
| 10 | Itália    | Alberto Gilardino   | 2008–2011        | 48    |